# Claude Hagège
Claude Hagège (1936, Cartago, Túnez bajo protectorado francés) es un lingüista francés.
Fue elegido en el Colegio de Francia en 1988 y recibió varios premios por su trabajo, incluyendo el Prix de l'Académie Française y el CNRS medalla de Oro. Famoso para ser un políglota, habla (o es sabido que habla) aproximadamente cincuenta lenguas, incluyendo italiano, inglés, árabe, chino, hebreo, ruso, guaraní, húngaro, navajo, Nocte, panyabí, persa, malayo, hindi, malgache, fula, quechua, tamul, tetela, turco y japonés.

## Algunas publicaciones
- La Langue mbum de nganha cameroun - phonologie - grammaire, Klincksieck, 1970
- Le Problème linguistique des prépositions et la Solución chinoise, 1975
- La Phonologie panchronique, PUF, 1978
- Le Comox lhaamen de Colombie britannique : présentation d'une langue amérindienne. Amerindia, numéro spécial, París, Asociación d'Ethnolinguistique Amérindienne, 1981
- La Estructura des langues, 1982
- L'Homme de paroles, 1985
- Le Français et les siècles, Éditions Odile Jacob, 1987
- Le Souffle de la langue : voies et destins des parlers d'Europa, 1992
- El Constructor de Lengua: un Ensayo en la Firma Humana en Morfogénesis Lingüística, 1992
- L'Enfant aux deux langues, Éditions Odile Jacob, 1996
- Le français, histoire d'un combate, 1996
- L'Homme de paroles : contribución linguistique aux ciencias humaines, Fayard, 1996
- Halte à la mort des langues, Éditions Odile Jacob, 2001
- Combat pour le françàis : au nom de la diversité des langues et des cultures, Éditions Odile Jacob, 2006
- Dictionnaire amoureux des langues, Éditions Plon-Odile Jacob, 2009
- Contre la pensée Único, Éditions Odile Jacob, 2012

## Premios y honores

### Premios
- 1981 : Prix Volney
- 1986 : Grand Prix de l'Essai de la Société des Gens de Lettres para L'Homme de paroles
- 1986 : Prix de l'Académie Française para L'Homme de paroles
- 1995 : CNRS medalla de Oro

### Honores nacionales
| Ribbon Barra                                 | Honor | Fecha |
| -------------------------------------------- | ----- | ----- |
| Caballero de la Legión de Honor              | 1989  |       |
| Agente del Ordre des Palmes Académiques      | 1995  |       |
| Caballero del Ordre des Artes et des Lettres | 1995  |       |